# エヴリマン・バンド
エヴリマン・バンド（Everyman Band）は、1980年代初頭に活躍したアメリカのフュージョン・グループであり、サックスのマーティ・フォーゲル、ベースのブルース・ヨー、ドラムのマイケル・スコルスキー、ギターのデヴィッド・トーンをフィーチャーしていた。
バンドの起源は、1970年代後半のルー・リードのバック・バンドにあり、『コニー・アイランド・ベイビー』（1975年）、『ロックン・ロール・ハート』（1976年）、『ストリート・ハッスル』（1978年）、『警鐘』（1979年）の各スタジオ・アルバム、およびライブ・アルバム『テイク・ノー・プリズナーズ』（1978年）には、トーンを除くメンバーが共に参加している。マイケル・スコルスキーは、1980年代のアルバム『都会育ち』とそのツアーまでリードと演奏し続けた。

## ディスコグラフィ

### スタジオ・アルバム
- 『全員音楽』 - Everyman Band (1982年、ECM)
- Without Warning (1985年、ECM)